# ジェームス・J・ブラドック
ジェームス・J・ブラドックまたはジム・ブラドック（James J. Braddock、1905年6月7日 - 1974年11月29日）は、アイルランド系アメリカ人プロボクサー。本名はジェームス・ウォルター・ブラドックといい、リングネームのJはジェームス・J・コーベットとジェームス・J・ジェフリーズという2人の元世界王者の名前から来ている。2005年にはその試合を描いた映画『シンデレラマン』が制作された。

## 来歴
1929年7月18日、トミー・ローランの持つ世界ライトヘビー級王座に挑戦するも、15R判定負けし王座獲得ならず。直後から戦績に負けが込むようになり、しだいに王座挑戦の最前線からフェードアウトしていく。
1934年にライセンスを失効され引退したが、試合をするチャンスを掴みコーン・グリフィンとジョン・ヘンリー・ルイスに勝利を収め、世界王座挑戦の機会を得る。
1935年6月13日、マックス・ベアの持つ世界ヘビー級王座に挑戦。絶対不利の予想を覆し、15R判定勝ちを収めて世界王座を獲得した。
1937年6月22日、初防衛戦でジョー・ルイスと対戦。8RKO負けを喫し王座から陥落した。
1969年、ニュージャージー州ボクシングの殿堂入り。
2001年、国際ボクシング名誉の殿堂博物館入り。

## 戦績
- プロボクシング: 86戦 51勝 26KO 26敗 7引分け 2無効試合

## 獲得タイトル
- ニューヨーク州アスレチックコミッション認定世界ヘビー級王座
- NBA認定世界ヘビー級王座